# Municipio de Madison (condado de Johnson, Misuri)
El municipio de Madison (en inglés: Madison Township) es un municipio ubicado en el condado de Johnson en el estado estadounidense de Misuri. En el año 2010 tenía una población de 3277 habitantes y una densidad poblacional de 28,91 personas por km².

## Geografía
El municipio de Madison se encuentra ubicado en las coordenadas 38°43′41″N 93°58′22″O / 38.72806, -93.97278. Según la Oficina del Censo de los Estados Unidos, el municipio tiene una superficie total de 113.33 km², de la cual 112.76 km² corresponden a tierra firme y (0.51%) 0.57 km² es agua.

## Demografía
Según el censo de 2010, había 3277 personas residiendo en el municipio de Madison. La densidad de población era de 28,91 hab./km². De los 3277 habitantes, el municipio de Madison estaba compuesto por el 95.12% blancos, el 1.19% eran afroamericanos, el 0.49% eran amerindios, el 0.06% eran asiáticos, el 0.24% eran isleños del Pacífico, el 0.64% eran de otras razas y el 2.26% pertenecían a dos o más razas. Del total de la población el 1.86% eran hispanos o latinos de cualquier raza.